# أليس ماربل
أليس ماربل (بالإنجليزية: Alice Marble) مواليد 28 سبتمبر 1913 في كاليفورنيا، الولايات المتحدة - الوفاة 13 ديسمبر 1990 في بالم سبرينغس، كاليفورنيا، الولايات المتحدة، كانت لاعبة كرة مضرب أمريكية. سبق أن كانت المصنفة الأولى عالمياً. كما أنها إحدى بطلات الجراند سلام.

## بطولات حققتها
- بطولة ويمبلدون

## النهائيات

### الفوز (5)
| السنة | البطولة                     | المنافس في النهائي | النتيجة في النهائي |
| 1936  | بطولة أمريكا المفتوحة للتنس | هيلين جاكوبز       | 4–6, 6–3, 6–2      |
| 1938  | البطولة الأمريكية (2)       | نانسي واين بولتون  | 6–0, 6–3           |
| 1939  | ويمبلدون                    | كاي ستامرز         | 6–2, 6–0           |
| 1939  | البطولة الأمريكية (3)       | هيلين جاكوبز       | 6–0, 8–10, 6–4     |
| 1940  | البطولة الأمريكية (4)       | هيلين جاكوبز       | 6–2, 6–3           |

## الخط الزمني للفردي
مفتاح
| ف | ن | ن.ن | ر.ن | د# | د.م | ل | أ.أ | ت | غ | ب | ف | ذ | م.خ | ل.ت |

(ف) فاز بالبطولة (ن) وصل النهائي (ن.ن) نصف النهائي (ر.ن) ربع النهائي (د#) الأدوار الأربعة الأولى (د.م) دور المجموعات (ل) شارك في كأس ديفيز (أ.أ) خرج من الأدوار الاولى (ت) خسر التصفيات التأهيلية (غ) غاب عن الحدث أو البطولة (ب) حصل على ميدالية برونزية (ف) حصل على ميدالية فضية (ذ) حصل على ميدالية ذهبية (م.خ) بطولة الماسترز خُفضت إلى مرتبة أقل (ل.ت) البطولة لم تعقد في السنة المعينة.
لتجنب الارتباك وازدواجية الحساب، يتم تحديث هذه المعلومات إما في نهاية البطولة، أو عندما تكون مشاركة اللاعب في البطولة قد انتهت.
| الدورة           | 1931  | 1932  | 1933  | 1934  | 1935  | 1936  | 1937  | 1938  | 1939  | 1940  | إجمالي ف/م |
| ---------------- | ----- | ----- | ----- | ----- | ----- | ----- | ----- | ----- | ----- | ----- | ---------- |
| أستراليا         | غ     | غ     | غ     | غ     | غ     | غ     | غ     | غ     | غ     | غ     | 0 / 0      |
| فرنسا            | غ     | غ     | غ     | د2    | غ     | غ     | غ     | غ     | غ     | ل.ت   | 0 / 1      |
| بطولة ويمبلدون   | غ     | غ     | غ     | غ     | غ     | غ     | ن.ن   | ن.ن   | ف     | ل.ت   | 1 / 3      |
| الولايات المتحدة | د1    | د3    | ر.ن   | غ     | غ     | ف     | ر.ن   | ف     | ف     | ف     | 4 / 8      |
| م.ف              | 0 / 1 | 0 / 1 | 0 / 1 | 0 / 1 | 0 / 0 | 1 / 1 | 0 / 2 | 1 / 2 | 2 / 2 | 1 / 1 | 5 / 12     |

- إجمالي ف / م = إجمالي الفوز والمشاركة

## روابط خارجية
- أليس ماربل على موقع IMDb (الإنجليزية)
- أليس ماربل على موقع الموسوعة البريطانية (الإنجليزية)
- أليس ماربل على موقع إن إن دي بي (الإنجليزية)
- أليس ماربل على موقع قاعة مشاهير كرة المضرب الدولية (الإنجليزية)
- أليس ماربل على موقع خلاصة التنس.كوم (الإنجليزية)